# Stazione di Genova Via di Francia
La stazione di Genova Via di Francia è una fermata ferroviaria, posta tra le stazioni di Genova Piazza Principe sotterranea e Genova Sampierdarena, sita nella zona di San Benigno nel quartiere di Sampierdarena, di fronte agli edifici del World Trade Center di Genova.

## Storia

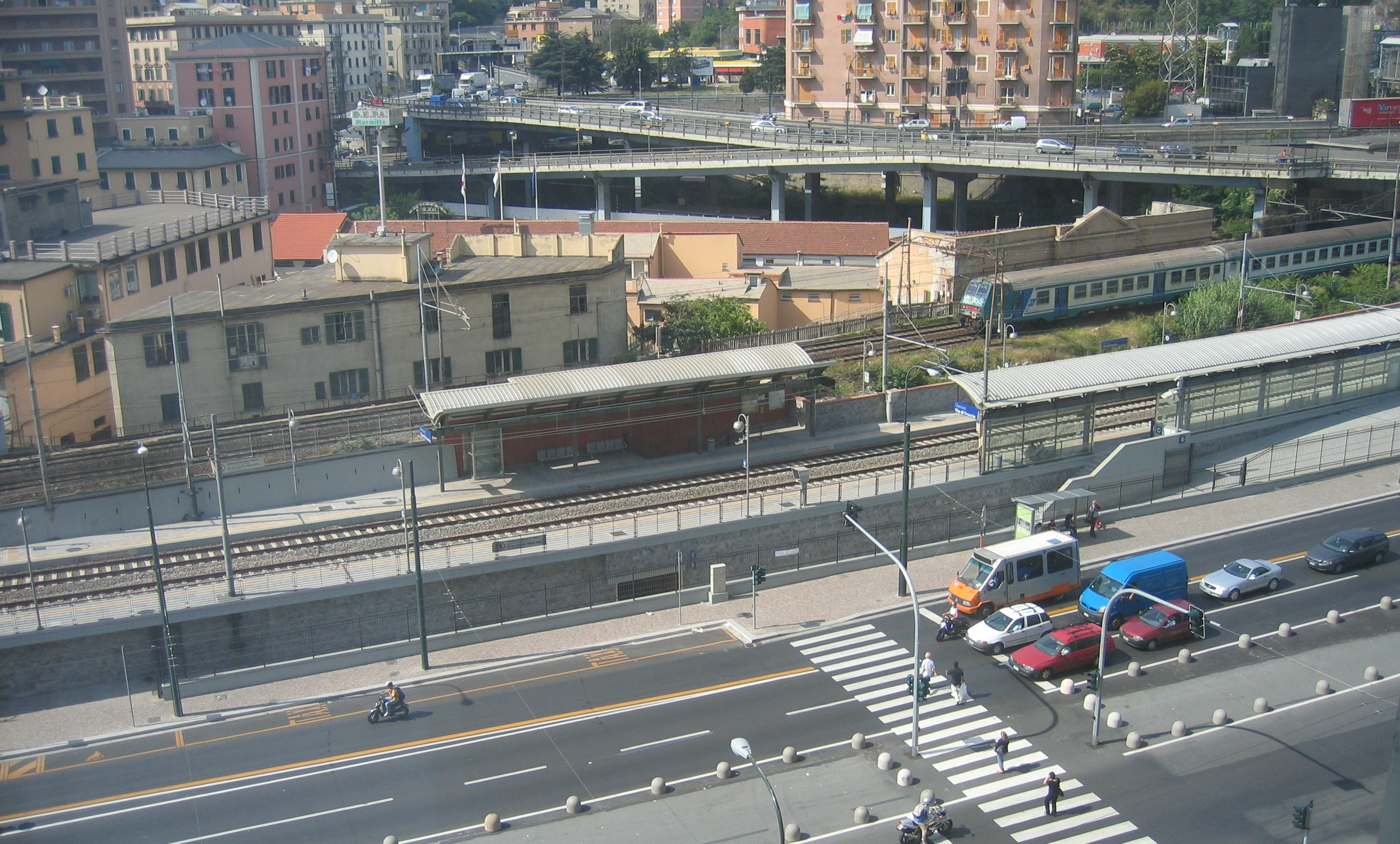
La fermata nel 2006

Nell'ambito del potenziamento del nodo ferroviario genovese, nei primi anni 2000 venne progettata una fermata all'uscita della galleria per Santa Limbania, che passando sotto la collina di San Benigno raggiungeva direttamente la stazione sotterranea di Genova Piazza Principe.
I lavori per la costruzione della fermata ebbero inizio nel 2004 e furono completati l'anno successivo. La fermata fu attivata l'11 dicembre 2005.

## Strutture e impianti
Dei quattro binari che sono presenti in quella zona, collegando le stazioni di Piazza Principe e di Sampierdarena, solo due passano per la stazione, mentre gli altri due si trovano in posizione rialzata alle spalle della stazione stessa.

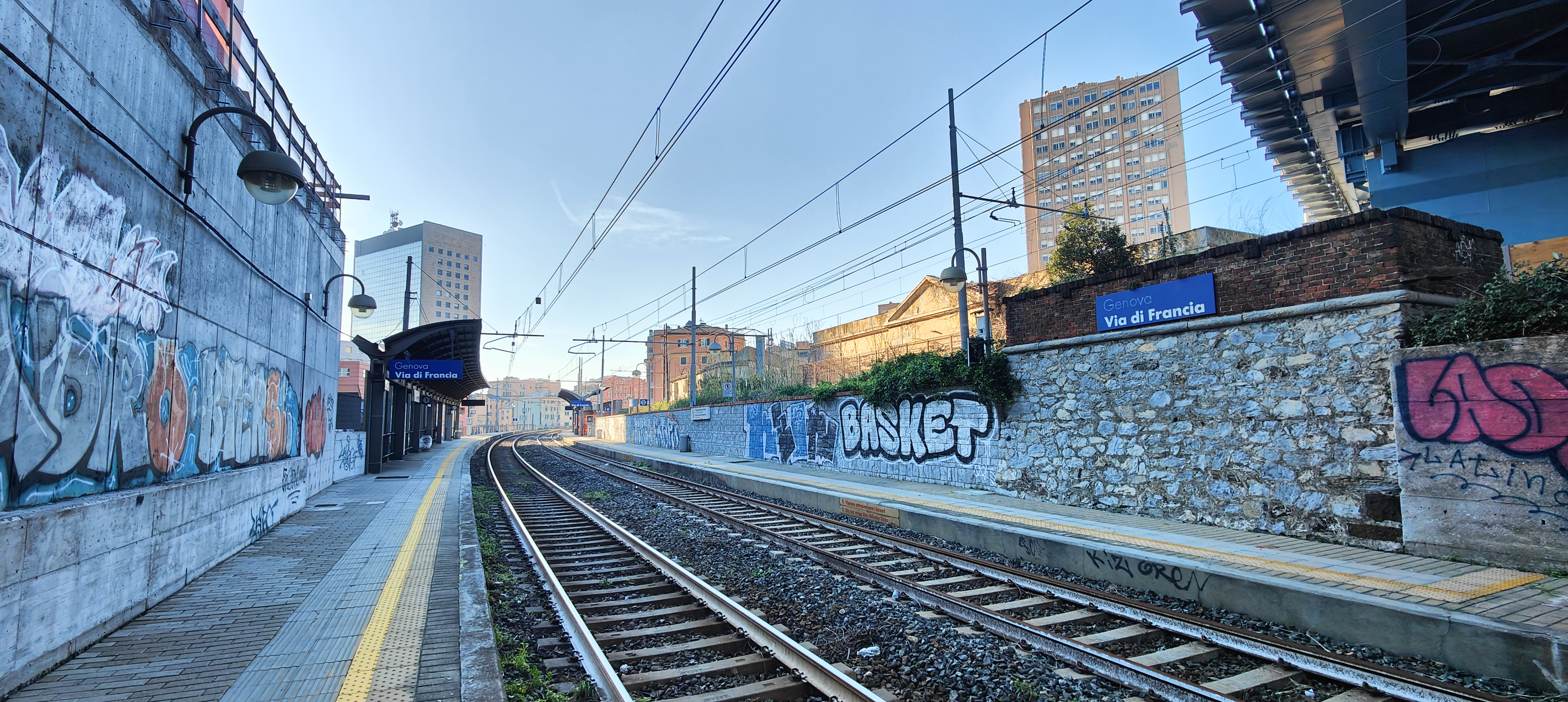
Piano del ferro proveniente dalla stazione di Piazza Principe sotterranea vista in direzione Sampierdarena. In posizione rialzata a destra i binari che portano a Piazza Principe

Via di Francia è una fermata passante a due banchine laterali provviste di pensilina e collegate mediante sottopasso. Non dispone di servizi di biglietteria.
Tra il 2019 e il 2020 presso il binario pari sono stati costruiti alcuni locali tecnici ed il nuovo futuro accesso della stazione, dotato di tornelli e ascensore.
RFI la classifica nella categoria silver.

## Movimento
Durante i primi mesi di esercizio i treni che fermavano in questa stazione, solo otto convogli in tutto, non effettuavano la fermata nella stazione principale del quartiere, suscitando numerose proteste da parte dei residenti e dei pendolari. Con il primo cambio di orario sono state ripristinate le fermate in entrambe le stazioni e nel tempo è aumentato il numero di convogli che effettuano la fermata.
A partire dal 2013 il traffico ferroviario che interessa la fermata risulta fortemente penalizzato a causa dei lavori che interessano il nodo di Genova, i quali hanno comportato la soppressione provvisoria del binario pari di Genova Piazza Principe Sotterranea. Nel 2021 il binario pari è stato riattivato, mentre è stato chiuso quello dispari per consentire i lavori nell'altra galleria.
Via di Francia è servita unicamente dai treni del servizio ferroviario urbano diretti verso Ponente. Nei giorni festivi non ferma nessun convoglio. La stazione è principalmente utilizzata dagli impiegati nel centro direzionale WTC e del complesso di San Benigno. Nelle vicinanze della stazione (poco più di 1 km) vi è l'accesso al percorso pedonale panoramico che arriva alla base della lanterna di Genova.

## Interscambi
All'uscita su Via di Francia transitano alcune autolinee e filovie urbane.